# Himmerlands Renseanlæg
Himmerlands Renseanlæg (tidligere Mariagerfjord Renseanlæg) er et større rensningsanlæg nord for Hadsund i Himmerland ved Ravns Graner på et område mellem Ålborgvej og Visborg på en ca. 7,5 ha. stor grund. 
Det ejes i fællesskab af de 3 kommunale forsyningsselskab med en fordeling der hedder 79% til Mariagerfjord Vand, 17% til Vesthimmerlands Vand og 4% til Rebild Forsyning.
Byggeriet af Himmerlands Renseanlæg startede i marts 2012, og den 11. november 2013 blev anlægget indviet af daværende borgmester H.C. Maarup. 
Anlægget renser årligt mellem fem og seks mio. m³ spildevand fra hele Mariagerfjord Kommune. I 2019-2022 blev rensningsanlægs kapacitet udvidet fra 75.000 PE til 225.000 PE og med videre mulighed for udbygning til 275.000 PE. Det skete i forbindelse med en aftale med Vesthimmerlands Kommune og Rebild Kommune om at modtage spildevand fra Aars, Nørager, og Haverslev i nabokommunerne.
I 2024 blev man enige om at skifte navn fra det daværende Mariagerfjord Renseanlæg til Himmerlands
Renseanlæg og samarbejdet mellem de 3 kommuner blev navngivet
"Fællesrensning Himmerland"
Procestankene med hver en diameter på 45,7 meter er blandt de største cirkulære tanke i Danmark. Projektet omfatter også etableringen af et helt nyt ledningsnet i kommunen, der vil være fuldt udbygget, når de eksisterende fem renseanlæg er nedlagt. Det samlede byggeri forventes at koste 400 mio. kr.
Det var første gang siden midten af 1990'erne, at der etableredes et så stort rensningsanlæg i Danmark.
Sammen med selve rensningsanlægget blev der også bygget en ny samlet drifts- og administrationsbygning for forsyningsselskabet Mariagerfjord Vand A/S, der nu har sit hovedsæde placeret ved rensningsanlægget. Hovedsædet blev indviet den 1. august 2013.

## Om Rensningsanlægget
Rensningsanlægget er opført som et aktivt slamanlæg og virker ved, at bakterier renser spildevandet. Det rensede spildevand føres herefter ud i Kattegat gennem en ca. 16,5 km lang ledning. Kapaciteten på de eksisterende renseanlæg i Mariagerfjord Kommune er begrænset i forhold til den befolkningsudvikling og udvikling i industrien, som forventes inden for de nærmeste 25 år.
Placeringen nord for Hadsund indebærer, at det ligger i nærheden af byens nordlige erhvervsområde, og arealet er samtidig velbeliggende i forhold til den eksisterende infrastruktur. Trafikken til og fra anlægget bliver via Ålborgvej og Ringvejen blive ledt direkte ud på sekundærrute 507.
Rensningsanlægs kapacitet svarer til spildevand fra 225.000 personenheder. Anlægget er forberedt til senere udbygning for en belastning svarende til 275.000 personenheder.

## Baggrund
Mariagerfjord Kommune har truffet en beslutning om at renset spildevand i fremtiden skal ledes ud i Kattegat i stedet for Mariager Fjord. Det blev samtidig besluttet at der kun skulle være ét rensningsanlæg for hele kommunen.
Der var oprindeligt fem forskellige placeringer i spil, en i Als og fire nord for Hadsund. I forbindelse med beslutningsprocessen gennemførte man en del borgerhøringer, samt vurderede påvirkningen af miljøet, inden den endelige beslutning kunne tages.
De første spadestik til administrationsbygningen blev taget torsdag den 4. juli 2012 af Mariagerfjord Kommunes borgmester H.C. Maarup, sammen med hhv. bestyrelsesformanden Preben Christensen og direktøren for Mariagerfjord Vand A/S, Søren Erikstrup. På dette tidspunkt havde entreprenørerne dog været i gang i nogle måneder.

## Grundlaget for ét stort rensningsanlæg
For første gang siden midten af 1990'erne, at der etableres sådan et større centralrenseanlæg i Danmark og allerede tidligt i processen blev det besluttet at udbyde projektet i en totalentreprise for at få flere kvalificerede løsningsforslag, et hurtigt overblik over økonomien, samt et entydigt ansvar.
Fordelen ved at etablere et det nye rensningsanlæg er blandt andet, at spildevandet kan renses bedre, og driften kan i højere grad optimeres, end tilfældet er i dag. I første omgang opføres anlægget kun til at kunne håndtere en spildevandsmængde svarende til 60.000 personækvivalenter (forkortet PE), men forberedes for en udbygning til ca. 110.000 PE.
Himmerlands Renseanlæg udleder gennem en trykgravitationsledning (se også næste afsnit). Når belastningen på anlægget stiger, hjælper en pumpe på rensningsanlægget med at sætte ledningen under tryk, så den fungerer som "ren" trykledning. Men det rensede spildevand kan i langt størsteparten af tiden løbe ud i Kattegat af sig selv, fordi byggeriet ligger 27 meter over havets overflade.
Rensningsanlægget forsynes gennem ni ledninger. Efter ristning bundfældes sand i et sandfang, der ved tyngde- og centrifugalkraft fraseparerer sandet. Hermed sikres, at den letomsættelige kulstoffraktion er til rådighed i procestanken, hvor den gavner renseprocessen i stedet for at blive "brændt af" i et beluftet sandfang.

## Udløbsledning i Kattegat
Selvom Kattegat ligger 4 km væk (i fugleflugtslinje), blev ledningens samlede længde fire gange så lang. Dette skyldes at den på land blev anlagt af hensyntagen til natur og det eksisterende bebyggelse. I løbet af de 12 km, som ledningen løber på land, skal vandet flere gange løbe op ad bakke (dvs. mod tyngdekraften). Dette betyder at en pumpe på anlægget kan sikre det fornødne tryk til at føre vandet op til bakketoppen, og herefter ved hjælp af potentiel energi og tyngdekraften lade vandet falde igen.

## Flytning af rensningsanlægget
Rensningsanlægget skulle oprindeligt bygges ved Øster Lovnkær ved Als, men projektet blev flyttet ud til Ravns Graner nord for Hadsund, fordi en gruppe naboer i Øster Lovnkær ikke ønskede der skulle opføres et stort rensningsanlæg, der ville blive deres nærmeste nabo.
Den første placering, der var i spil nord for Hadsund var at det skulle opføres ud til Ålborgvej, men det blev kort tid efter flyttet til vest for Ålborgvej. Denne placering blev droppet til fordel for Gl. Visborgvej ved Glargårde, og siden så flyttet til den nuværende placering mellem Ålborgvej og Visborg.
Den nye placering nord for Hadsund gør at det ligger langt fra nærmeste nabo, og behøvede reelt kun en tilladelse til at udvide en adgangsvej gennem Fredskov.

## Drifts- og administrationsbygningen
Det blev besluttet at samle Mariagerfjord Vand A/S på en ny fælles adresse. Placeringen er ved det nye Himmerlands Renseanlæg med indkørsel fra en nyetableret rundkørsel på Ålborgvej. Anlægsarbejdet med en ny drifts- og administrationsbygning i tilknytning til det nye rensningsanlæg blev startet i foråret 2012. Drifts- og administrationsbygningen stod færdig den 1. august 2013. Herefter flyttede driftsafdelinger og administrationen fra Arden og samles i den nye administrationsbygning på Islandsvej 7.
Bygningen er funktionsmæssigt inddelt i tre hoveddele, som placerer sig i hver sin længe. I den nordlige længe placeres spildevandsafdelingen, mens brugsvandsafdelingen placeres i den sydlige længe. I den midterste længe er administrationsdelen beliggende i to etager. Byggeriet er på ca. 2.500 m²
Byggeriet omfatter ca. 900 m² kontorer, møde- og velfærdsfaciliteter, samt værksteder og lager på ca. 1100 m². Byggeriet har cirka kostet 27 mio. kr.

## Andre rensningsanlæg i Mariagerfjord
Oversigt over rensningsanlæggene i Mariagerfjord Kommune.
- Hadsund Rensningsanlæg, lukket 22. oktober 2013.
- Als Odde Rensningsanlæg, lukket 22. oktober 2013.
- Astrup Rensningsanlæg, lukket 22. oktober 2013.
- Tisted Rensningsanlæg, lukket 22. oktober 2013.
- Glerup Rensningsanlæg, lukket 22. oktober 2013.
- Oue Rensningsanlæg, lukket april 2014.
- Hobro Rensningsanlæg, lukket 25. november 2014.
- Assens Rensningsanlæg, lukket i 2015-16.
- Mariager Rensningsanlæg, lukket i 2016.

### Hobro Rensningsanlæg
Hobro Rensningsanlæg blev taget i brug i 1943. I årene 1990-1998, blev renseanlægget udvidet til også at kunne fjerne kvælstof og fosfor. Hobro Rensningsanlæg drev også rensningsanlæggene i Mariager, Assens og Hvilsom. Der var 10 ansatte på renseanlægget i Hobro. I april 2014 lukkede Oue Rensningsanlæg. Hobro Rensningsanlæg lukkede den 25. november 2014. Assens Renseanlæg nedlægges i 2015-2016 og Mariager Renseanlæg først i 2016.

### Hadsund Rensningsanlæg
Hadsund Rensningsanlæg blev bygget i 1994 og var et automatiseret anlæg. Det kunne fra begyndelsen fjerne organisk materiale, kvælstof og fosfor fra spildevandet. Hadsund Rensningsanlæg drev desuden anlæggene i Als Odde, Oue, Astrup, Glerup, og Tisted. Der var 7 ansatte på rensningsanlægget i Hadsund. Als Odde, Astrup, Glerup og Tisted Rensningsanlæg blev nedlagt i den 11. november 2013.

## Galleri
- Himmerlands Renseanlæg, november 2012
- Byggeriet på det nye rensningsanlæg er godt i gang i oktober 2012
- Byggeriet af drifts- og administrationsbygning i oktober 2012
- Himmerlands Renseanlæg, december 2012
- Himmerlands Renseanlæg, juli 2013
- Himmerlands Renseanlæg, oktober 2013